# Rowlandius potiguar
Rowlandius potiguar ist ein rötlich-brauner, wenige Millimeter großer Geißelskorpion aus der Unterordnung der Zwerggeißelskorpione (Schizomida). Er wurde in mehreren Höhlen im Nordosten Brasiliens von einem Team um Adalberto Santos entdeckt und im Jahr 2013 beschrieben.

## Merkmale

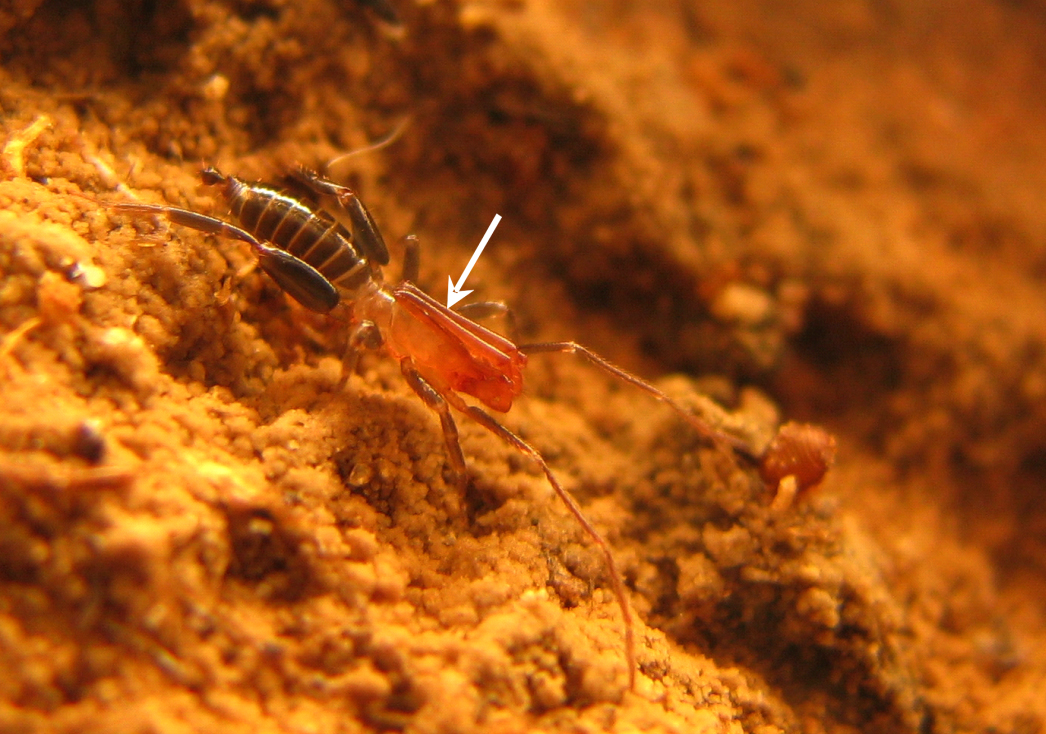
Rowlandius potiguar, Männchen mit deutlich vergrößerten Pedipalpen

Die Beschreibung der Art erfolgte anhand mehrerer Männchen und Weibchen der Art, die aus verschiedenen Höhlen stammen. Der Holotyp, ein Männchen, hat eine Gesamtlänge von 3,58 Millimetern. Das Prosoma ist 1,55 Millimeter, das Opisthosoma 2,03 Millimeter lang. Das Propeltidium, das Teile des Prosomas und die vorderen Segmente des Opisthosomas bedeckt, hat eine Länge von 1,09 Millimetern und war 0,64 Millimeter breit. Das als Paratypus beschriebene Weibchen ist mit einer Gesamtlänge von 4,17 Millimetern etwas größer, hier entfallen 1,7 Millimeter auf das Prosoma und 2,47 Millimeter auf das Opisthosoma, das Propeltidium ist 1,14 Millimeter lang.
Das Prosoma des Männchens, der Pedipalpus und das erste Laufbeinpaar sind rotbraun und das Opisthosoma, die Cheliceren und die hinteren Laufbeinpaare grünlich-braun. Das Propeltidium besitzt je ein anteriores und posteriores Borstenpaar. Bei den Weibchen ist das Prosoma, der Pedipalpus und das erste Beinpaar rotbraun. Die fast kreisrunden Augenflecke sind nur undeutlich ausgebildet. Die Tergite I bis IX des Opisthosomas haben jeweils ein dorsales Borstenpaar, die Tergite X und XI besitzen zwei seitliche Borstenpaare und eine ventrale Serie von fünf Borsten. Die Segmente XI und XII sind teleskopartig ausgebildet. Der feste Finger der Chelicere beim Männchen hat sieben Zähne, von denen der ventrale der längste ist. Der bewegliche Finger besitzt eine nur undeutliche Bezahnung. Bei den Weibchen besitzt das Flagellum vier Segmente.
Innerhalb der Männchen der Art variiert die Größe der ausgeprägten Pedipalpen der männlichen Tiere erheblich. Diese können sowohl die gleiche Größe wie die der Weibchen haben, bei vielen Männchen erreichen sie jedoch die dreifache Länge. Die Männchen werden entsprechend der Länge der Pedipalpen in zwei Gruppen aufgeteilt, die als homeomorphisch (bei gleicher Länge wie bei den Weibchen) und heteromorphisch (bei größeren Pedipalpen) bezeichnet werden.
Weitere Merkmale betreffen die Beborstung der Gliedmaßen und des Flagellums sowie die Verhältnisse der einzelnen Gliedlängen der Gliedmaßen.

## Lebensraum und Lebensweise

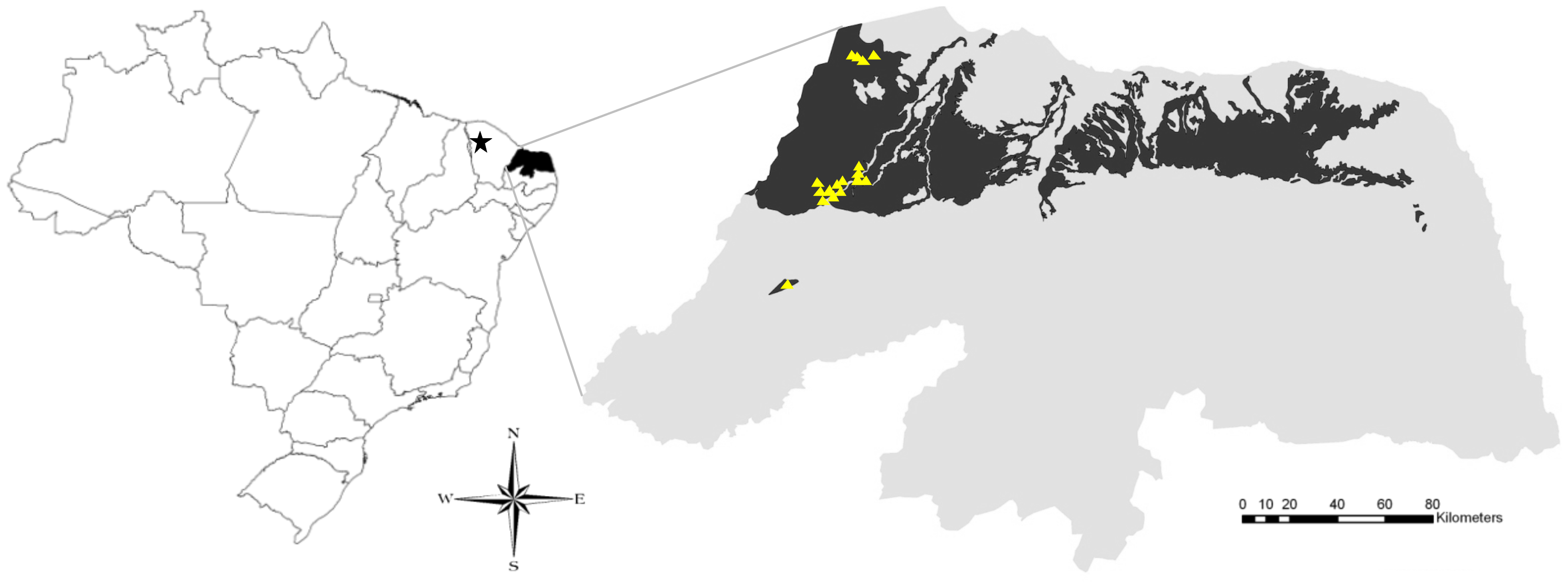
Fundorte für Rowlandius ubajara (Stern) und Rowlandius potiguar (Fläche, Dreiecke) in Brasilien

Die Art wurde von den Forschern in mehreren Kalksteinhöhlen im brasilianischen Bundesstaat Rio Grande do Norte entdeckt. Da es in allen Höhlen auch Fledermäuse gibt, vermuten die Forscher, dass die Tiere sich von kleinen Insekten ernähren, die im Fledermauskot leben.
Die Tiere sind an das Leben in Höhlen angepasst, allerdings wird von der Reduzierung der Augen nicht zwingend auf eine Höhlenanpassung geschlossen, da das Fehlen solcher Organe keine Besonderheit bei Zwerggeißelskorpionen ist und die visuelle Orientierung auch bei anderen, nicht troglobionten Arten eine untergeordnete Rolle spielt.

## Systematik
Rowlandius potiguar wurde gemeinsam mit Rowlandius ubajara 2013 von einer Forschergruppe um Adalberto Santos von der Bundesuniversität von Minas Gerais als eigenständige Art beschrieben. Beide Arten wurden in die 1995 beschriebene Gattung Rowlandius eingeordnet, die aus 54 bekannten Arten besteht und vor allem auf den Inseln der Karibik verbreitet ist.
Die Benennung der Art leitet sich ab von der Bezeichnung Potiguar für die Bewohner des brasilianischen Bundesstaats Rio Grande do Norte.